# Guillaume Henri de Nassau-Sarrebrück
Guillaume Henri, Prince de Nassau-Sarrebrück (6 mars 1718 à Usingen – 24 juillet 1768 à Sarrebruck), est le prince de Nassau-Sarrebruck de 1741 jusqu'à sa mort.

## Biographie
Guillaume Henri est le cinquième fils de Guillaume de Nassau-Usingen et de la princesse Charlotte de Nassau-Dillenbourg. Son père est décédé quelques semaines avant sa naissance. Sa mère est tutrice et régente jusqu'à sa mort en 1738. Elle fournit une éducation complète à son fils dans la foi calviniste. En 1730 et 1731, lui et son frère sont inscrits à l'Université de Strasbourg. Il a probablement aussi étudié pendant un certain temps à l'Université de Genève, qui est populaire parmi les étudiants réformés. Son Grand Tour l'amène à la cour de Louis XV en France, parmi d'autres endroits.
Après la mort de sa mère, son frère Charles, comte de Nassau-Usingen est régent jusqu'à ce que Guillaume Henri, à qui revient le comté de Sarrebruck, arrive à l'âge adulte. En 1741, les frères décident de partager leur héritage. Charles reçoit Nassau-Usingen sur la rive droite du Rhin; Guillaume Henri reçoit Nassau-Sarrebruck sur la rive gauche. À l'époque, Nassau-Sarrebruck mesure environ 12 miles carrés et il a 22 000 habitants. Cela fait d'elle l'une des plus petites principautés dans le Saint-Empire romain germanique.

## Politique
Peu de temps après son accession au pouvoir, il participe avec son régiment Royal-Allemand à la Guerre de Succession d'Autriche. En 1742, il vend son régiment au landgrave de Hesse-Darmstadt, lors de son séjour à Francfort à l'occasion du couronnement de Charles VII. Au cours de cette visite, il rencontre la princesse Sophie d'Erbach, sa future épouse.
Plus tard, il prend part à la Guerre de Sept Ans, à nouveau avec ses propres troupes, le régiment de Nassau-Saarbrück au service de la France, voisine puissante mais dangereuse avec laquelle il noue une relation étroite. Il voyage à Paris, où il reçoit les honneurs militaires, dont une promotion comme maréchal.
Guillaume Henri réforme l'administration et la justice. Il sépare ces deux branches du gouvernement et émet des ordres typique de la Philosophie des Lumières absolue de son temps. Il prend des mesures pour normaliser les taxes et introduit un cadastre moderne sur le modèle autrichien. Il favorise les méthodes modernes d'agriculture, comme la pomme de terre et de lutte antiparasitaire. Il est impliqué dans l'extraction de charbon et de fer de fonte. Il nationalise les mines et loue les forges à des entrepreneurs tels que Cerf Beer. Il jette les bases d'une économie proto-industrielle, qui va devenir le pays hautement industrialisé de la Sarre. En dépit de l'augmentation des revenus, sa situation financière ne s'améliore pas, en raison du niveau élevé des dépenses sur les activités de construction.
Guillaume Henri et ses princes contemporains ont montré les possibilités et les limites d'une politique typique du Despotisme éclairé. Comme il insiste sur les principes éclairés de réformes juridiques, la poursuite de la relance économique et à l'exercice de la tolérance religieuse, il reste aussi des règles qui interdisent à ses sujets de participer activement au gouvernement, et il essaye de réglementer tous les aspects de la vie avec un immense flot de la réglementation, et il réprime durement les protestations sociales.

## Résidences

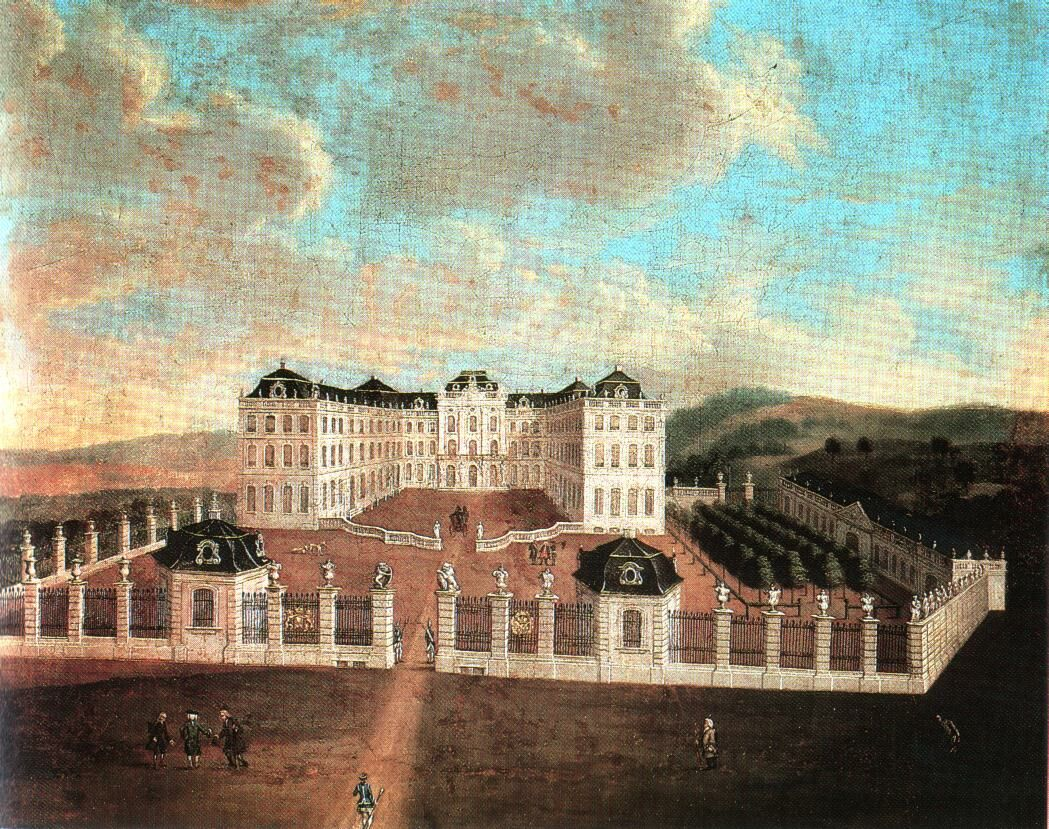
Château De Sarrebruck

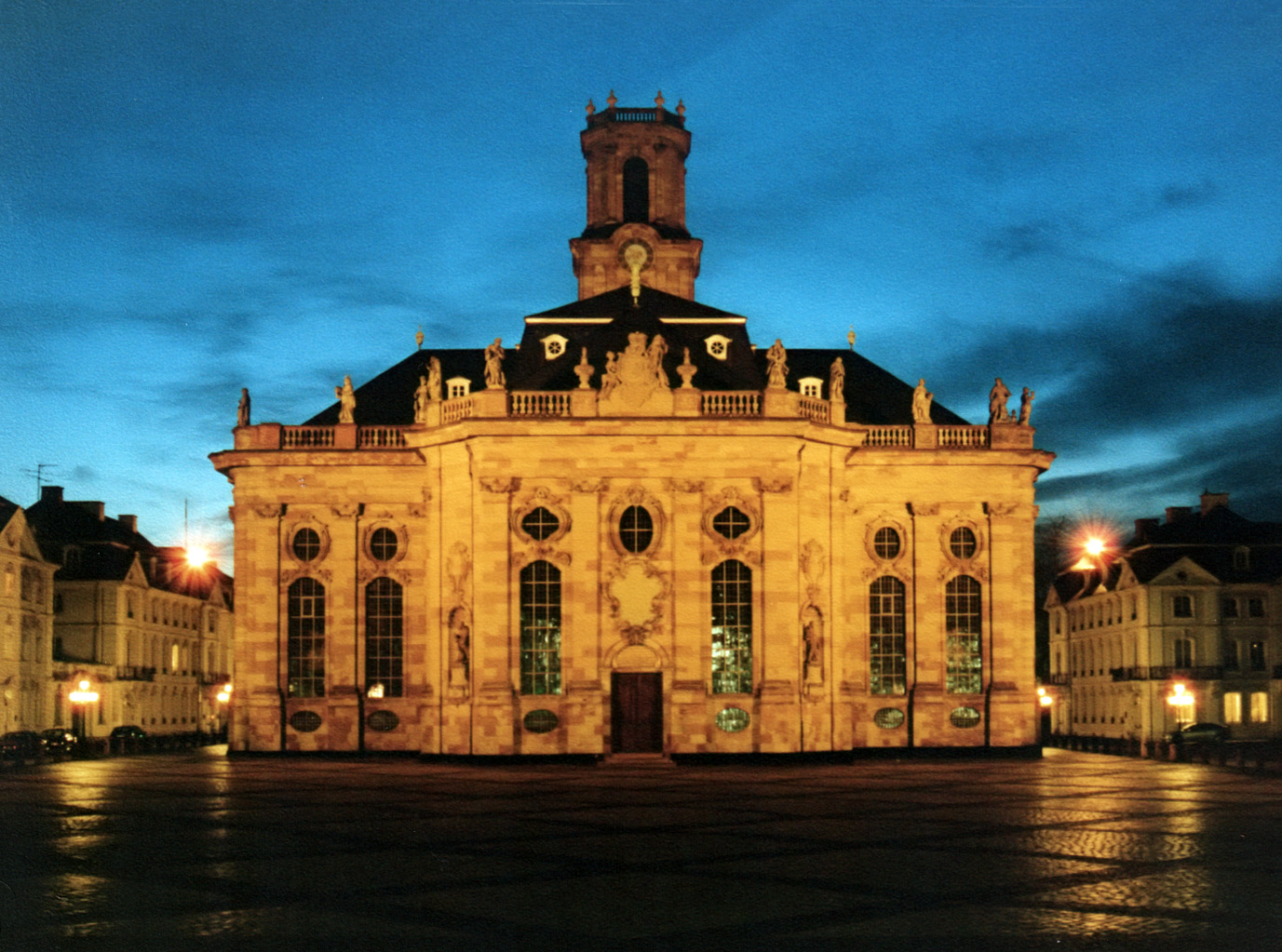
L'entrée principale de la Ludwigskirche (l'église Prince Ludwig), la nuit (église protestante évangélique).

Lorsque son règne commence, lui et sa famille et quelques familles nobles se déplacent de Usingen à Sarrebruck et il commence à développer sa capitale. La ville est durement touchée par la Guerre de Trente Ans et la Guerre des Réunions. Il remanie et élargit la ville dans un style baroque, en particulier par l'architecte Friedrich Joachim Stengel. Les constructions remarquables de cette période sont le Château de Sarrebruck, la Ludwigskirche et la Basilique Saint-Jean. Il construit un certain nombre de palais et de maisons de ville. L'inconvénient de cette politique est une dette immense, que son fils et successeur, Louis doit traiter. Néanmoins, la ville de Sarrebruck est toujours dominée par les bâtiments de Guillaume Henri qui gardent sa mémoire vivante.

## Mariage et descendance
Guillaume Henri s'est marié le 28 février 1742 à Erbach avec Sophie (1725-1795), la fille du comte Georges-Guillaume d'Erbach et petite-fille de Georges-Albert II d'Erbach-Fürstenau. Avec elle, il a :
- Sophie Auguste (1743-1745)
- Louis de Nassau-Sarrebrück (1745-1794), prince de Nassau-Sarrebrück
- Frédéric-Auguste (1748-1750)
- Anna Caroline (1751-1824), mariée en 1769, avec le duc de Frédéric-Henri-Guillaume de Schleswig-Holstein-Sonderbourg-Glücksbourg, puis en 1782, avec le duc Frédéric-Charles-Ferdinand de Brunswick-Lunebourg
- Wilhelmine-Henriette (1752-1829), mariée en 1783, avec Louis Armand de Seiglières, Marquis de Soyécourt-Feuquières